# Ana Soklič
Ana Soklič (1984), també coneguda com a Anna Soklich, és una cantautora eslovena.
Junts amb Bojan Simončič i Gašper Kačar, Soklič va formar part del grup musical de rock alternatiu Diona Dimm, amb el qual va participar dues vegades a EMA, la preselecció eslovena pel Festival de la Cançó d'Eurovisió. El 2004 va acabar vuitè amb la cançó If You i el 2007 amb la cançó Oče. El 2012 Soklič va participar en la primera edició eslovena del programa de televisió X Factor.
El 2020 va guanyar EMA amb la cançó Voda i hauria representat Eslovènia al Festival de la Cançó d'Eurovisió 2020, que s'hauria celebrat a la ciutat neerlandesa de Rotterdam en cas de no haver sigut cancel·lat per la pandèmia per coronavirus de 2019-2020. Així, la televisió pública eslovena la va seleccionar internament per a representar el país al Festival d'Eurovisió 2021 amb el tema Amen. No va arribar a la final.